# Chenopodium haumanii
Chenopodium haumanii är en amarantväxtart som beskrevs av Oskar Eberhard Ulbrich. Chenopodium haumanii ingår i släktet ogräsmållor, och familjen amarantväxter. Inga underarter finns listade i Catalogue of Life.